# Zinaida Serebrjakova
Zinaida Evgen'evna Serebrjakova nata Lanceray (in russo Зинаи́да Евге́ньевна Серебряко́ва?; in ucraino Зінаї́да Євге́нівна Серебряко́ва?, Zinaïda Jevhenivna Serebrjakova; in francese: Zinaïda Evguenievna Serebriakova; Neskučnoe, 12 dicembre 1884 – Parigi, 19 settembre 1967) è stata una pittrice russa naturalizzata francese.

## La famiglia

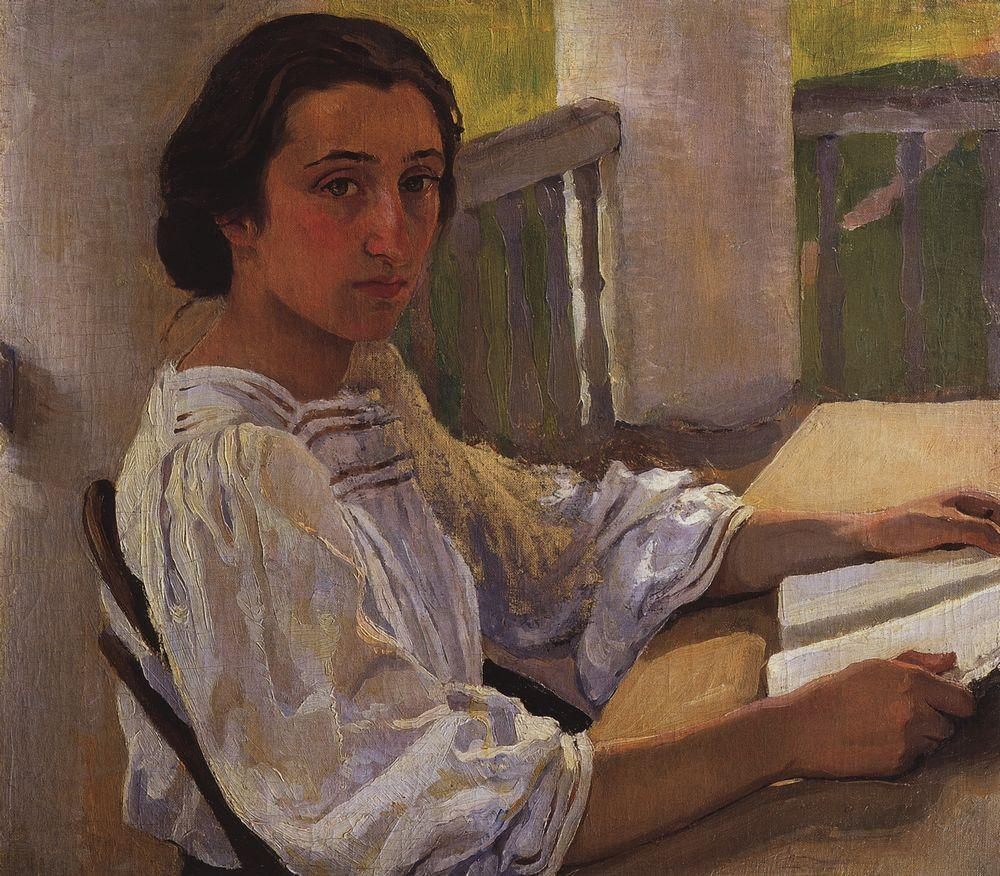
La sorella dell'artista, 1911

Zinaida Serebrjakova nacque nella tenuta di Neskučnoe nei pressi di Charkiv, in Ucraina, in una famiglia con una lunga tradizione nell'arte. Il nonno Nicholas Benois, era un celebre architetto, presidente della Società degli Architetti e membro dell'Accademia russa delle scienze. Lo zio, Aleksandr Nikolaevič Benois, era un famoso pittore, fondatore del gruppo artistico Mir iskusstva. Il padre, Evgenij Nikolaevič Lanceray era uno scultore di fama e la madre, sorella di Aleksandr aveva del talento per il disegno. 
Uno dei fratelli di Zinaida, Nikolaj Lanceray, era un abile architetto e l'altro fratello, Evgenij Evgen'evič Lanceray, ebbe un ruolo importante nell'arte russa e sovietica come pittore e nelle arti grafiche.

## La gioventù
Nel 1900 si diplomò presso un liceo femminile ed entrò alla scuola d'arte fondata dalla principessa Marija Teniševa, negli studi venne seguita da Repin nel 1901, e dal ritrattista Osip Braz tra il 1903 e il 1905. Tra il 1902 e il 1903 trascorse un periodo in Italia e dal 1905 al 1906 studiò presso l'Accademia de la Grande Chaumière a Parigi.
Nel 1905, Zinaida Lanceray sposò un cugino di primo grado, Boris Serebrjakov, figlio della sorella del padre, e prese il suo cognome.

## L'età adulta

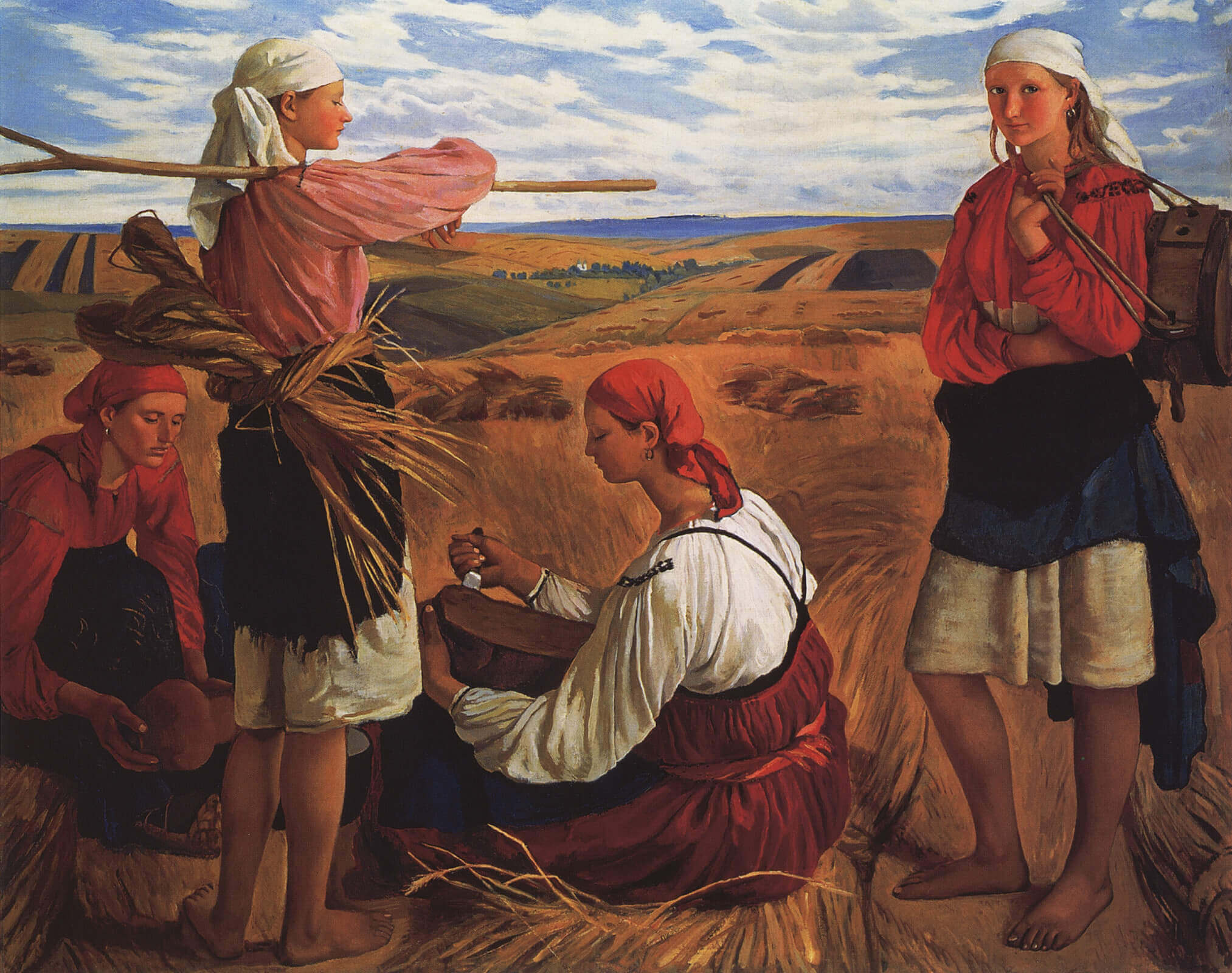
Raccolto, 1915

Fin dalla sua gioventù Zinaida ambiva a mostrare il suo amore per il mondo e a mostrarne la bellezza. Le sue opere giovanili Ragazza di campagna (1906, Museo russo) e Frutteto in fiore (1908, collezione privata) mostrano con evidenza questa ricerca e la sua acuta consapevolezza della bellezza della campagna russa e della sua gente. Queste opere sono studi della natura e, nonostante la giovane età, mostrano chiaramente il suo talento, la sua sicurezza e l'audacia. 
Il riconoscimento e la fama arrivarono con l'autoritratto Al tavolo da toletta (1909, Galleria Tret'jakov), esibito in una vasta mostra organizzata dall'Unione degli artisti russi nel 1910.  L'autoritratto fu seguito da una Ragazza al bagno (1911, Museo russo), un ritratto di E. K. Lanceray (1911, collezione privata), e un ritratto della madre dell'artista Ekaterina Lanceray (1912, Museo russo), opere già mature e dalla composizione rigorosa.
Nel 1911 si unì al movimento Mir iskusstva ma si distinse dagli altri membri del gruppo a causa della sua preferenza per i temi popolari e per l'armonia, la plasticità e per la natura dei suoi dipinti. Al 1913 risale Il bagno, la sua prima tela di grandi dimensioni. 
Tra il 1914 e il 1917 era al culmine della sua produttività, dipinse una serie di opere raffiguranti la vita rurale russa, il lavoro dei contadini e la campagna russa, tema al quale era molto affezionata: Contadini (1914 - 1915, Museo russo), Ragazza di campagna dormiente (collezione privata). La più importante di queste opere Lavaggio dei panni (1917, Galleria Tret'jakov), rivelò il talento di Zinaida come artista monumentale, le figure delle contadine raffigurate con lo sfondo del cielo acquistano forza e maestosità in virtù dell'orizzonte basso. 
Nel 1916, quando ad Aleksandr Benois fu commissionata la decorazione della Stazione Kazanskij a Mosca, invitò Evgenij Lanceray, Boris Kustodiev, Mstislav Valerianovič Dobužinskij e Zinaida Serebrjakova ad aiutarlo. Serebrjakova si dedicò al tema dell'Oriente: India, Giappone, Turchia, e Thailandia sono allegoricamente rappresentati in forma di splendide donne. Nel contempo iniziò la composizione di soggetti dalla mitologia classica ma rimasero incompiuti.

## La rivoluzione
Allo scoppio della rivoluzione d'ottobre nel 1917, Zinaida si trovava nella tenuta di famiglia a Neskučnoe, all'improvviso la sua vita cambiò drasticamente. Nel 1919 il marito Boris morì a causa del tifo contratto nelle carceri bolsceviche. Si ritrovò senza entrate, con quattro figli ancora piccoli e la madre malata. La tenuta fu saccheggiata e le due donne si ritrovarono anche senza cibo. Smise di dipingere ad olio e si dedicò alle più economiche tecniche del carboncino e dei pastelli.
Non desiderava dedicarsi alla pittura futurista molto popolare nel primo periodo sovietico e nemmeno voleva ritrarre commissari politici, quindi trovò un impiego presso il museo archeologico di Char'kov, dove eseguiva disegni a matita dei pezzi esposti. Nel dicembre 1920 si trasferì nell'appartamento dei nonni a San Pietroburgo. In seguito alla rivoluzione gli occupanti di appartamenti privati erano obbligati a condividere l'abitazione con altre persone, e Zinaida fu fortunata, in quanto venne alloggiata con artisti del Teatro d'arte di Mosca. I soggetti delle sue opere in questo periodo ruotarono intorno al mondo del teatro. In questo stesso periodo la figlia Tat'jana venne ammessa all'accademia di danza e Zinaida produsse una serie di opere a pastello sul Teatro Mariinskij.

## Parigi

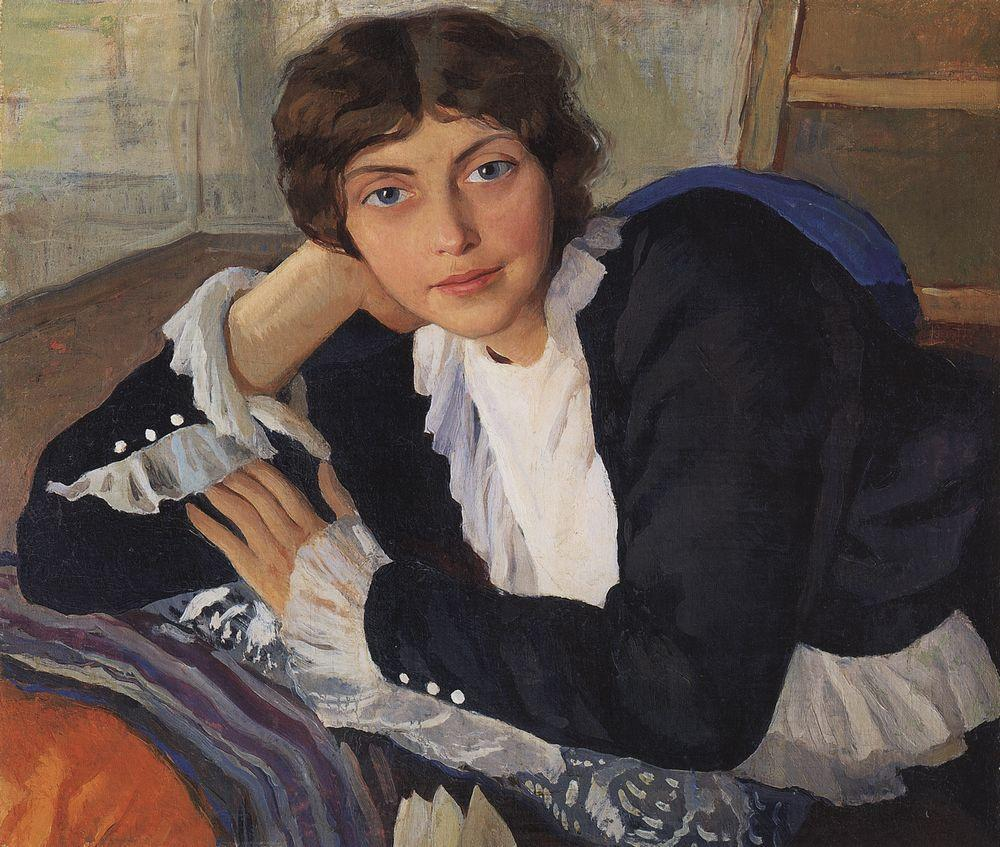
Ritratto di Lola Braz, 1910

Nell'autunno del 1924, Zinaida si recò a Parigi dove le era stato commissionato un grande murales decorativo. Finito il lavoro la sua intenzione era di rientrare in Unione Sovietica dove erano rimasti la madre e i suoi quattro figli. Non riuscì a rientrare, ma negli anni successivi fu in grado di far espatriare i due figli più piccoli, Alexandre e Catherine, rispettivamente nel 1926 e nel 1928, non riuscì a farsi raggiungere dai figli più grandi Evgenij e Tat'jana, che non rivide per molti anni.
Zinaida Serebrjakova negli anni successivi viaggiò molto, nel 1928 e nel 1930 si recò in Africa, visitò il Marocco. Rimase affascinata dai panorami dell'Africa settentrionale, dipinse i monti dell'Atlante così come donne arabe e africane in abbigliamento tipico. Dipinse un ciclo di quadri dedicati ai pescatori bretoni. 
Nel 1940, durante l'occupazione nazista della Francia dovette rinunciare alla cittadinanza sovietica e divenne cittadina francese, fu solo dopo il disgelo ad opera di Chruščёv che il governo sovietico le permise di riprendere i contatti con la sua famiglia. Nel 1960, dopo 36 anni di separazione, fu finalmente permesso alla figlia Tat'jana di visitarla. 
Le opere di Zinaida Serebrjakova furono esposte in Unione Sovietica nel 1966, a Mosca, Leningrado e Kiev dove ebbero grande successo. 
Zinaida Serebrjakova morì a Parigi il 19 settembre del 1967 all'età di 82 anni. È sepolta a Parigi al cimitero russo ortodosso di Sainte-Geneviève-des-Bois.